# جوناتان كريستالدو
جوناتان كريستالدو (بالإسبانية: Jonatan Cristaldo)‏ هو لاعب كرة قدم أرجنتيني في مركز الهجوم، ولد في 5 مارس 1989 في بوينس آيرس في الأرجنتين. شارك مع منتخب الأرجنتين تحت 20 سنة لكرة القدم ومنتخب الأرجنتين لكرة القدم. أما مع النوادي، فقد لعب مع فيليز سارسفيلد ونادي بولونيا ونادي راسينغ ونادي ميتاليست خاركيف.

## وصلات خارجية
- جوناتان كريستالدو على موقع اتحاد أوكرانيا (الإنجليزية)
- جوناتان كريستالدو على موقع قاعدة بيانات كرة القدم.إي يو (الإنجليزية)
- جوناتان كريستالدو على موقع ناشيونال فوتبول تيمز (الإنجليزية)
- جوناتان كريستالدو على موقع Soccerway.com (الإنجليزية)
- جوناتان كريستالدو على موقع AS.com (الإسبانية)